# Arrigo Arrighetti
Arrigo Arrighetti (Milano, 17 ottobre 1922 – Siziano, 25 agosto 1989) è stato un architetto e urbanista italiano.

## Vita
Nato nel 1922, Arrighetti frequentante ancora l’istituto tecnico per geometri, venne assunto presso il Comune di Milano come avventizio. Nel 1941, anno in cui conseguì il diploma, passò alla Divisione Edilizia Monumentale.
Laureatosi in architettura al Politecnico di Milano nel 1947, inizia il suo percorso come assistente alla cattedra di Tecnica delle Costruzioni e Tecnologia dei Materiali tenuta dal professore Mario Cavallè.
Successivamente divenne dirigente dell'Ufficio Tecnico del Comune di Milano, realizzando molti edifici pubblici della periferia milanese degli anni sessanta e settanta.
Dal 1961 al 1970 fu direttore dell’Ufficio Urbanistico.
Nel 1979 termina la sua attività presso il Comune di Milano e continua come libero professionista fino al 1989, anno della sua morte.

## Opere principali
- 1948-51: quartiere comunale Gabrio Rosa, Milano[3];
- 1949-51: quartiere INA Casa Barzoni e Montemartini, Milano[3];
- 1949-59: scuola elementare al QT8, Milano[4];
- 1951: stazione per tram interurbani ai bastioni di Porta Volta, Milano[5];
- 1952-53: quartiere comunale Barzoni, Milano[3];
- 1954: istituto d'igiene in via Clericetti 45, Milano[6];
- 1954: sistemazione del Palazzo Sormani, Milano[7];
- 1954-63: scuola al quartiere Comasina, Milano[8];
- 1956: bocciodromo e campo sportivo XXV Aprile al QT8, Milano[9]
- 1956: rinnovamento e ampliamento dell'ospedale dei contagiosi, Milano[10];
- 1964-65: quartiere comunale Sant'Ambrogio I, Milano[11];
- 1968: chiesa di San Giovanni Bono
- 1968-71: quartiere IACP Sant'Ambrogio II, Milano[11].